# Ahmed Ressam
Ahmed Ressam (en arabe : احمد رسام), né le 19 mai 1967 en Algérie, a été reconnu coupable d'avoir voulu commettre un attentat à la bombe contre l'Aéroport international de Los Angeles à la veille de l'an 2000. Surnommé par les médias américains « The Millenium Bomber », il purge actuellement une peine de 37 ans de prison aux États-Unis (peine initiale de 22 ans, réévaluée en 2010).

## Biographie
Ressam est né en Algérie le 19 mai 1967. Il entre au Canada en 1994 avec un passeport français. Questionné par des officiels de l'immigration à l'aéroport Dorval à Montréal, Québec, il se présente en tant que réfugié et invente une histoire de persécution en Algérie. Installé à Montréal, il vit dans l'illégalité et omet de se présenter à une audience pour obtenir l'asile politique. Sa requête pour le statut de réfugié est par conséquent refusée, et un mandat d'arrêt est émis contre lui. Ressam obtient un passeport canadien sous un faux nom ("Benni Norris") et parvient à éviter l'expulsion.
Cet homme, qui a habité Marseille, était pisté par les services français depuis 1996.
Ahmed Ressam utilisera ce passeport[Lequel ?] pour se rendre en Afghanistan en 1998, où il participe à un camp d'entraînement pour terroristes. Il y apprend à manier des armes, fabriquer des explosifs et s'instruit en matière de poisons. Au début de l'année 1999, il retourne à Montréal et prépare son plan pour attaquer un aéroport ou une ambassade aux États-Unis. Son choix s'arrête sur l'Aéroport international de Los Angeles, en Californie.
Le 14 décembre 1999, Ahmed Ressam traverse la frontière entre le Canada et les États-Unis à Port Angeles, entre la Colombie-Britannique et l'État de Washington. Remarquant la nervosité de Ressam à sa descente d'un ferry, les inspecteurs l'interrogent plus attentivement. Ressam panique et essaie de prendre la fuite. Les douaniers découvriront de la nitroglycérine et plusieurs détonateurs cachés dans un pneu de secours que Ressam transporte dans son automobile. L'individu, en possession de 59 kg d'explosifs, est arrêté sur le champ et subit un interrogatoire du FBI.
Ahmed Ressam avait partagé une chambre d'hôtel pendant 3 semaines à Montréal avec un certain Abdelmajid Dahoumane, un terroriste présumé. Une valise se trouvant dans cette pièce sera analysée, et on découvrira qu'elle contient des traces de produits chimiques utilisés dans la fabrication de bombes artisanales. Ressam admet que les deux individus ont fabriqué des bombes ensemble, mais précise que le lieu de l'attaque envisagée n'a jamais été révélé à Dahoumane.
Abdelghani Meskini, un Algérien résident dans le quartier de Brooklyn[Où ?], membre du réseau terroriste, est appréhendé à Seattle alors qu'il attendait Ressam. Il portait sur lui des documents indiquant que le responsable de l'opération était Mohamed Ould Salahi, un Mauritanien, imam de la mosquée Es-Sunna à Montréal, qui a pu s'échapper.
Ressam collabore avec les autorités américaines pendant son enquête en 2001, et révèle la présence de cellules dormantes d'Al-Qaïda aux États-Unis. Cette information se retrouvera quelques mois plus tard dans le President's Daily Brief présentée au président George W. Bush le matin du 6 août 2001, intitulée Bin Ladin Determined To Strike in US, et qui fera grand bruit après les attentats du 11 septembre 2001.
Le 27 juillet 2005, Ahmed Ressam fut condamné par un tribunal de Seattle à une sentence de 22 années d'emprisonnement, plus cinq ans de libération conditionnelle après son éventuelle remise en liberté.
Le 16 janvier 2007, une cour d'appel de San Francisco a annulé la condamnation prononcée contre Ressam en 2005, mais a maintenu sa culpabilité et demandé à un juge de décider une nouvelle peine. L'appel des avocats de Ressam portait sur des déclarations que leur client avait fait aux douaniers lors de son arrestation en décembre 1999. Le parquet, jugeant la sentence initiale trop clémente, avait lui aussi fait appel en août 2005.